# Sérgio Augusto
Sérgio Augusto (Rio de Janeiro, 1942) é um jornalista e escritor brasileiro.
Começou sua carreira como crítico de cinema do periódico Tribuna da Imprensa, em 1960. Trabalhou também nos jornais Correio da Manhã e Jornal do Brasil, nas revistas O Cruzeiro, Fatos & Fotos, Veja e IstoÉ e nos semanários O Pasquim, Opinião e Bundas.
Foi repórter especial da Folha de S.Paulo de 1981 a 1996 e, atualmente, escreve no Caderno 2 de O Estado de S. Paulo e na revista Bravo!.

## Obras publicadas
- Este mundo é um pandeiro : a chanchada de Getúlio a JK  (1989)
- Arte do encontro (2002)
- Jobim cancioneiro (2004-2007)
- As penas do ofício : ensaios de jornalismo cultural (2006)
- Cancioneiro Vinicius de Moraes (2007)
- E foram todos para Paris : um guia de viagem nas pegadas de Hemingway, Fitzgerald & Cia (2011)